# Józef Kuranc
Józef Kuranc (ur. 18 września 1904 w Klemensowie na Zamojszczyźnie, zm. 26 sierpnia 1989 w Lublinie) – polski historyk, filolog klasyczny, bizantynolog. 

## Życiorys i działalność naukowa
W Michalowie ukończył czteroklasową szkołę powszechną. Od 1916 roku mieszkał w Lublinie, tam zdał egzamin do gimnazjum im. S. Staszica. Szkołę tę ukończył, otrzymując w maju 1925 roku świadectwo dojrzałości. Rozpoczął wtedy studia na Katolickim Uniwersytecie Lubelskim na Wydziale Nauk Humanistycznych na kierunku filologia polska. Po roku zmienił kierunek, przenosząc się na filologię klasyczną. Studiował wtedy m.in. pod okiem Mieczysława Popławskiego, uważanego za jednego z najlepszych filologów klasycznych w Polsce, specjalistów od starożytnego Rzymu. Słuchał też wykładów prof. Konstantego Chylińskiego, historyka starożytności, w szczególności od antycznej Grecji. W 1931 roku Kuranc uzyskał dyplom magistra filozofii w zakresie filologii klasycznej na podstawie pracy De feminis deabusque a P. Vergilio marone, poeta vere stoico, in Aneide descriptis. Zarówno pracę jak i studia zakończył z wynikiem bardzo dobrym. Po ukończeniu studiów rozpoczął pracę jako nauczyciel łaciny w Gimnazjum i Liceum Biskupim w Lublinie. Pracował w nim od 1 września 1932 do czasu wojny. Okresowo uczył też w latach 1932-1933 w Gimnazjum im. S. Staszica oraz w latach 1937-1938 w Gimnazjum im. Vetterów. W 1935 roku zdał egzamin nauczycielski w Warszawie. Pogłębiał też swoją znajomość antyku, będąc uczestnikiem wycieczki naukowej do Włoch w roku 1938, zorganizowanej przez prof. Jana Oko z USB w Wilnie. Okres wojny przerwał jego pracę dydaktyczną. Pracował w podlubelskim majątku Motycz jako robotnik sezonowy w okresie od 30 stycznia 1940 do 31 sierpnia 1944. Po wyzwoleniu w 1944 roku od razu rozpoczął działalność naukowo-pedagogiczną. Uczył dalej łaciny w Gimnazjum Biskupim aż do 1959 roku. Przez pewien czas uczył tam jedynie dlatego, aby studenci filologii klasycznej nie byli pozbawieni możliwości odbycia praktyki pedagogicznej wymaganej przez ministerstwo. Jednocześnie od 1 listopada 1944 podjął pracę na KUL-u w charakterze lektora łaciny i greki na filologii klasycznej. Od 1 września 1947 był zatrudniony jako starszy asystent przy katedrze filologii klasycznej. W tym czasie pisał pracę doktorską pod kierunkiem prof. Mariana Plezi. Obronił ją 9 stycznia 1951 roku i od 1 września 1952 roku pracował jako adiunkt. Praca doktorska dotyczyła historyka bizantyńskiego Priskosa. W dziesięciu krótkich rozdziałach Kuranc opisał życie Priskosa oraz dał krytyczny rozbiór jego pism. Zachowane do dziś fragmenty dzieła bizantyńskiego historyka zaopatrzył w obszerny komentarz. W pracy jako filolog dał też analizę języka i stylu bizantyńskiego historyka. Praca ukazała się drukiem w 1958 roku nakładem Towarzystwa Naukowego KUL. Priskosowi poświęcił też osobny artykuł opublikowany w „Rocznikach Humanistycznych”. W 1957 roku w „Meandrze” ukazał się też ważny przekład na polski dokonany przez Kuranca fragmentów dzieła Priskosa dotyczący poselstwa bizantyńskiego na dwór Attyli. Lubelski historyk kontynuował swoje zainteresowania nad historią wczesnego Bizancjum w pracy Sposób przedstawiania dziejów przez historyków wczesnobizantyjskich V i VI w. Była to próba scharakteryzowania piśmiennictwa bizantyjskiego w V i VI wieku na tle panujących wówczas stosunków społeczno-politycznych. 
W 1957 roku lubelski historyk otrzymał nominację na zastępcę profesora. Po wielu interwencjach dopiero 8 września 1960 roku Ministerstwo zatwierdziło tę decyzję. Jednak już w okresie od 1 września 1961 do 30 września 1972 roku pracował jako wykładowca (spowodowane to było likwidacją funkcji zastępcy profesora przez Ministerstwo Szkolnictwa Wyższego). Na filologii klasycznej prowadził zajęcia min. z dzieł historycznych Cezara i Ksenofonta. Wykładał też historię literatury greckiej i łacińskiej. Prowadził też wykłady monograficzne dotyczące min. Ksenofonta, Eneidy Wergiliusza, historiografii rzymskiej do okresu Sulli. Prowadził także ćwiczenia i wykłady ze wstępu do filologii klasycznej, metodyki nauczania języków klasycznych. Prowadził też jako zastępca seminarium greckie od 15 lutego do 31 marca 1969 roku. Kierował też kilkoma pracami magisterskimi i był recenzentem około trzydziestu. Jednocześnie w latach 1962-1969 był członkiem komitetu redakcyjnego zeszytów filologicznych „Roczników Humanistycznych”. Był członkiem Towarzystwa Naukowego KUL, członkiem założycielem Towarzystwa Przyjaciół KUL, członkiem Polskiego Towarzystwa Filologicznego. W lubelskim kole Polskiego Towarzystwa Filologicznego wygłaszał odczyty: recenzję Starożytności bajecznej Tadeusza Zielińskiego, Moralia Plutarcha, Język fragmentów historyka Priskosa, Filologia klasyczna na Węgrzech po II wojnie światowej. Miał też odczyty publiczne: retor grecki na dworze króla Attyli, Historycy wczesnobizantyńscy, Scypion Afrykański Starszy w legendzie historycznej. 
6 maja 1970 roku Senat Akademicki KUL uchwalił powołanie dr Józefa Kuranca na stanowiska docenta filologii klasycznej przy II katedrze filologii klasycznej na Wydziale Nauk Humanistycznych. Przeprowadzono to w drodze wyjątku, uwzględniając długi staż naukowy na uczelni J. Kuranca. Po raz kolejny Ministerstwo Oświaty i Szkolnictwa Wyższego odmówiło zatwierdzenia od razu decyzji Senatu. Tytuł docenta Ministerstwo uzależniało od ukończenia przez J. Kuranca przewodu habilitacyjnego. Habilitacja miała być poświęcona krytycznemu wydaniu fragmentów dzieła Priskosa. Nadmiar pracy dydaktycznej i pedagogicznej nie pozwolił Kurancowi dokończyć przewodu. Od 1 października 1972 do 30 września 1974 roku pracował jako starszy wykładowca. Po czym przeszedł na emeryturę.

## Publikacje
- Lektura łacińska a literatura i historia europejska w szkole, „Kwartalnik Klasyczny” 8 (1934), z. 4, s. 259-270.
- Zakusy reakcji w peryklesowych Atenach, "Meander" 4 (1949), z. 102, s. 1-9.
- Priskos z miasta Panion, historyk bizantyński, „Roczniki Humanistyczne” 4 (1953) [druk 1956], z. 2, s. 339-353.
- Wyprawa poselstwa wschodnio-rzymskiego na dwór króla Attyli [przekład fragmentów Priskosa], „Meander” 12 (1957), z. 1, s. 20-36.
- Sposób przedstawiania dziejów przez historyków wczesnobizantyńskich (V i VI w.), „Roczniki Humanistyczne” 6 (1957), z. 2, s. 75-103.
- De Prisco Panita, rerum scriptore, quastiones selectae, „Rozprawy Wydziału Historyczno-Filologicznego Towarzystwa Naukowego KUL”, Lublin 1958, ss. 87.
- De Prisco Panita, rerum scriptore, quastiones selectae. Autoreferat, „Bibliotheca Classica Orientalis”  z. 4, Belin 1962, s. 362.
- Hasła: Demergo – Demucelo [w:] Słownik łacińsko-polski, pod red. M. Plezi, Warszawa 1962, t. 2, s. 78-84.
- Polibiusz Korneliusz Scypion Afrykański Starszy w legendzie historycznej, „Roczniki Humanistyczne” 11 (1962), z. 3, s. 139-160.
- P. Cornelius Scipio Africanus maior in der  historischen Legende. Autoreferat, „Bibliotheca Classica Orientalis”  z. 3, Belin 1964, s. 161.
- Akcja dyplomatyczna Bizancjum i jego sąsiadów w latach 433-468 (na podstawie fragmentów historyka Priskosa), „Roczniki Humanistyczne” 12 (1964), z. 3, s. 55-75.
- Diplomatische Aktionen der Byzantiner und ihrer Nachbarn in den Jahren 433-468 (auf Gründ der Fragmente des Historikers Priskos), „Bibliotheca Classica Orientalis”  z. 1, Belin 1966, s. 44.
- Zgon cesarza Juliana Apostaty w świetle relacji współczesnych pisarzy pogańskich, „Roczniki Humanistyczne” 14 (1966), z. 3, s. 73-86.
- Wspomnienie o śp. Profesorze Mieczysławie Popławskim, „Roczniki Humanistyczne” 16 (1968), z. 3, s. 23-26.
- Julian Apostata, zwycięzca Alamanów, w pochwałach retora Eunapiusza, „Roczniki Humanistyczne” 19 (1971), z. 3, s. 64-71.
- Gejzeryk, król Wandalów i Alanów. Zagadnienia wybrane, „Roczniki Humanistyczne” 21 (1973), z. 3, s. 71-91.